# Revista de Girona
Revista de Girona (RdG) ist eine Zeitschrift, die 1955 in Girona gegründet wurde. Ihr Ziel ist die Förderung von kulturellen und wissenschaftlichen Studien von Girona und seinem Bezirk. Sie beabsichtigt auch, der Kultur von Girona ein Hilfsmittel zu liefern, das die Vergangenheit einträgt, und das dabei hilft, vorwärts zu gehen. Am Anfang war sie vierteljährlich aber seit 1985 ist sie zweimonatlich. Sie hängt vom Girona Kreistag ab. Der jetzige Direktor ist Narcís-Jordi Aragó.
Nach der Veröffentlichung der Nummer 250 im November 2008 begann die Zeitschrift eine neue Periode hinsichtlich Inhalte und Design. Die digitale Auflage hat auch dann angefangen. Das ermöglicht, alle Artikel nachzusehen, die durch die 50 Jahre von dieser Zeitschrift veröffentlicht worden sind.

## Wichtige Mitarbeiter
- Alexandre Cuéllar i Bassols.